# Allodemis
Allodemis là một chi bướm đêm thuộc phân họ Tortricinae của họ Tortricidae.

## Các loài
- Allodemis chelophora (Meyrick, 1910)
- Allodemis dionysia Diakonoff, 1983
- Allodemis euhelias Diakonoff, 1983
- Allodemis fulva Diakonoff, 1983
- Allodemis pullatana (Snellen, 1902)
- Allodemis stegopa Diakonoff, 1983